# 博加德
博加德，是匈牙利巴兰尼亚州所辖的一个村。总面积7.84平方公里，总人口1101，人口密度140.4人/平方公里（2011年1月1日）。